# Cofradía de Nuestro Padre Jesús Nazareno (Murcia)
La Real y Muy Ilustre Cofradía de Nuestro Padre Jesús Nazareno es una cofradía de culto católico de la Semana Santa de Murcia (Región de Murcia, España) que desfila en la mañana del Viernes Santo por las calles de la ciudad. Los Moraos o Los Salzillos; como se le denomina popularmente, es una de las instituciones pasionales más antiguas e importantes de Murcia así como la más conocida en el exterior por su honda tradición y su espectacular patrimonio de imágenes de Francisco Salzillo.
La Cofradía de Jesús estuvo vinculada históricamente con la aristocracia de la ciudad, aunque los estantes eran oriundos de las cercanas huertas de La Albatalía.

## Historia
El 2 de agosto del año 1600 serían aprobadas las primitivas constituciones de la cofradía por decreto eclesiástico, siendo erigida canónicamente en el antiguo convento de los Agustinos (actual Iglesia de San Andrés) situado en el arrabal de la Arrixaca de la ciudad de Murcia. La primera procesión de la cofradía de los nazarenos tuvo lugar el Viernes Santo, 20 de abril, de 1601, donde desfiló por primera vez la imagen de Jesús Nazareno que se conserva actualmente. En aquella procesión desfilaron así mismo los pasos de La Verónica, San Juan y Nuestra Señora, precedentes de los actuales.

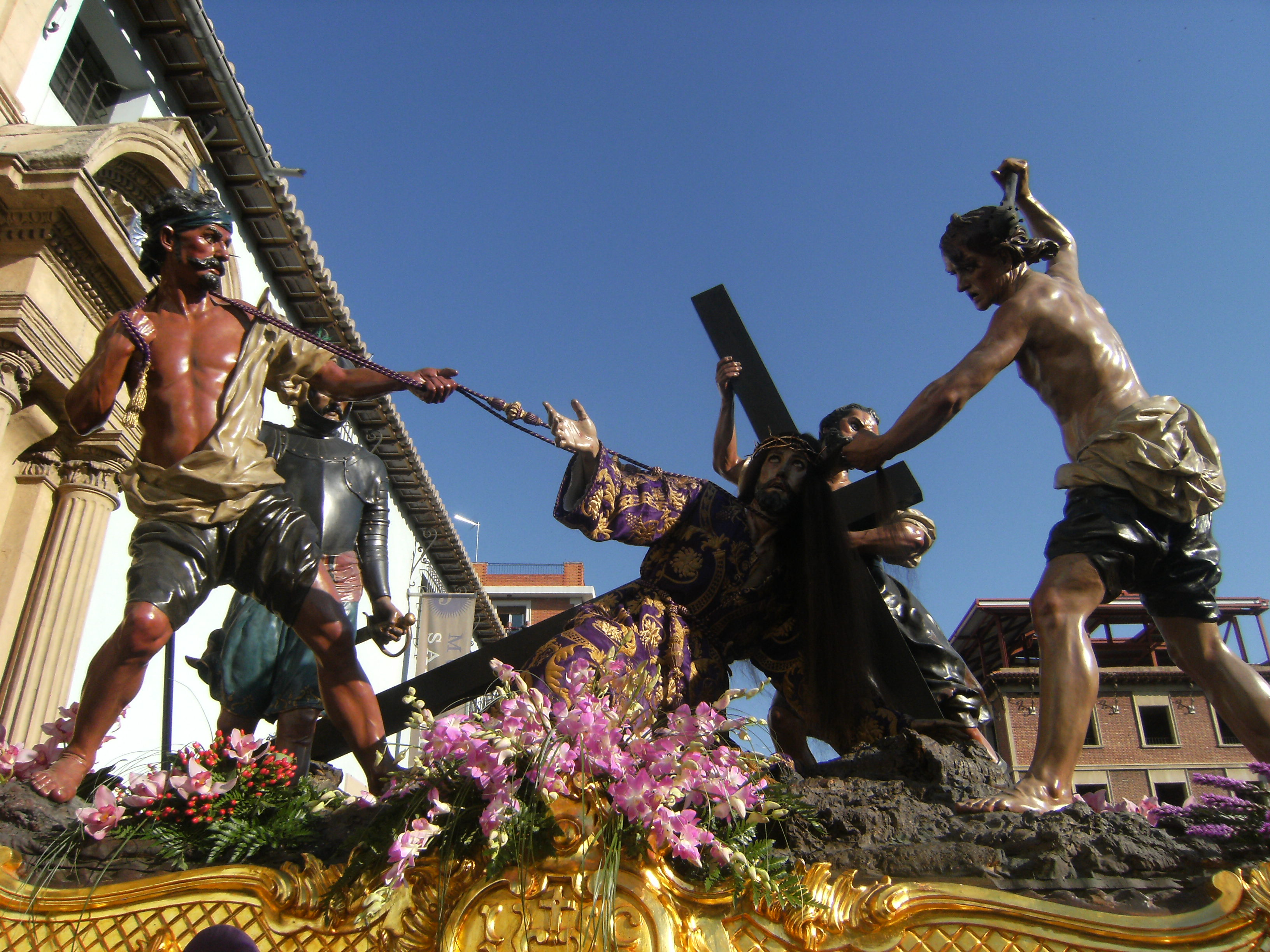
La Caída, obra de Salzillo, de 1752.

La institución se vio afectada por la riada de San Calixto de 1651 que arrasó la ciudad, perdiendo todos los pasos menos el titular. En la década de 1670 se encargaron nuevos tronos y la cofradía decidió construir un templo propio, fuera de los muros agustinos aunque conectado con el templo conventual, siendo inaugurado en 1696 (la actual Iglesia de Jesús). Los nuevos pasos fueron los de la Cena, Oración en el Huerto, Coronación de Espinas y Azotes. 
En 1700, el escultor napolitano afincado en Murcia Nicolás Salzillo realizó para la cofradía el paso de La Mesa de los Apóstoles, que más adelante sería sustituido por uno nuevo debido a la gubia de su hijo, Francisco Salzillo.
Aunque Salzillo llegó a ser el predilecto de la cofradía a partir de mediados del siglo XVIII, en los comienzos del artista (alrededor de 1736), realizó un primer Prendimiento que no gustó a la institución (de hecho fue sustituido más adelante por otro del mismo autor), por lo que el paso más antiguo de Salzillo de los que dispone la cofradía (La Caída de 1752) tuvo que ser costeado por Joaquín Riquelme y Togores (importante mayordomo de la institución), teniendo tanto éxito que acabaría; ahora sí, realizando el resto de obras. Salzillo llegó a ser mayordomo de la cofradía desde 1744, y ostentó los cargos de celador y comisario de pasos.
En 1765, un prolongado pleito entre la comunidad agustina y la cofradía llevó a que se decretara que la capilla privativa quedara como iglesia independiente, cerrándose el arco que las comunicaba.
En 1906, la cofradía recibió el título de Real cuando el monarca Alfonso XIII visitó la Iglesia de Jesús, siendo nombrado mayordomo.

## Pasos y Hermandades

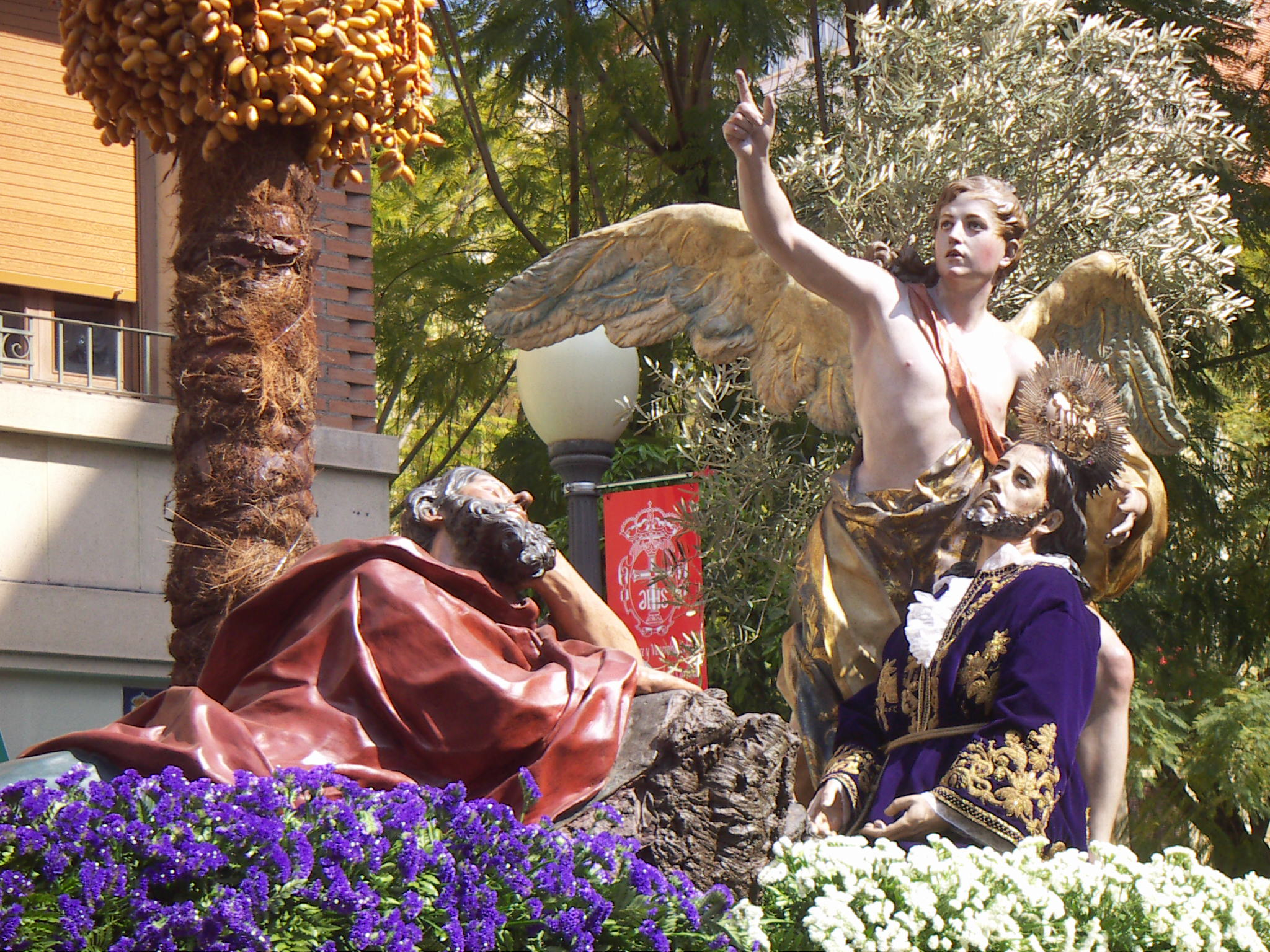
La Oración del Huerto. Obra maestra de Salzillo de 1754.

La procesión del Viernes Santo en la mañana es uno de los momentos cumbres de la Semana Santa de Murcia, no solo por el incalculable valor y antigüedad de las imágenes que desfilan con la Cofradía de Jesús sino por disponer de las más puras esencias del estilo Tradicional murciano, tanto en indumentaria (sus mayordomos llevan la cara destapada), como en música (dispone de diversos grupos de carros-bocina que tocan la denominada burla). También conserva la forma de llevar los tronos sin marcar el paso; a excepción del titular, al tratarse de un Jesús Nazareno, y también los dos estantes por vara.
La cofradía de Jesús cuenta con 9 pasos y 10 hermandades, ya que abre la procesión la Hermandad de Promesas que no cuenta con paso. 
Sus valiosos tronos son, por orden de salida en procesión:
- La Santa Cena, Francisco Salzillo, 1761. Luce una mesa completamente arreglada llena de viandas y lujosa vajilla en una composición propia del barroco murciano. Salzillo sustituyó con este paso una Cena anterior de su padre, Nicolás Salzillo. El trono es obra del conocido tallista Antonio Carrión Valverde, de 1969.
- La Oración en el Huerto. Francisco Salzillo, 1754. Una de sus obras maestras, con el conocido ángel. El trono es de estilo Luis XV, realizado por Antonio López Chacón en 1893.
- El Prendimiento o El beso de Judas. Francisco Salzillo, 1763. El autor sustituyó con este paso otra obra suya anterior, de 1736. El trono fue realizado en 1963 siguiendo el diseño de Antonio Carrión Valverde.
- Jesús en la Columna (popularmente conocido como Los Azotes). Francisco Salzillo, 1777. El último paso que hizo para la Cofradía, en donde se especula que participó su alumno y colaborador Roque López. El trono es de estilo Luis XV, realizado en 1948 por los hermanos Carrión Ruiz.
- La Santa Mujer Verónica. Francisco Salzillo, 1755. Cuenta con un ajuar de paños de diversas épocas y autores, de los pintores Domingo Valdivieso Henarejos, Manuel Muñoz Barberán y Pedro Cano. Va sobre un trono obra del maestro Moreno, donado por el conde de Roche en 1871.

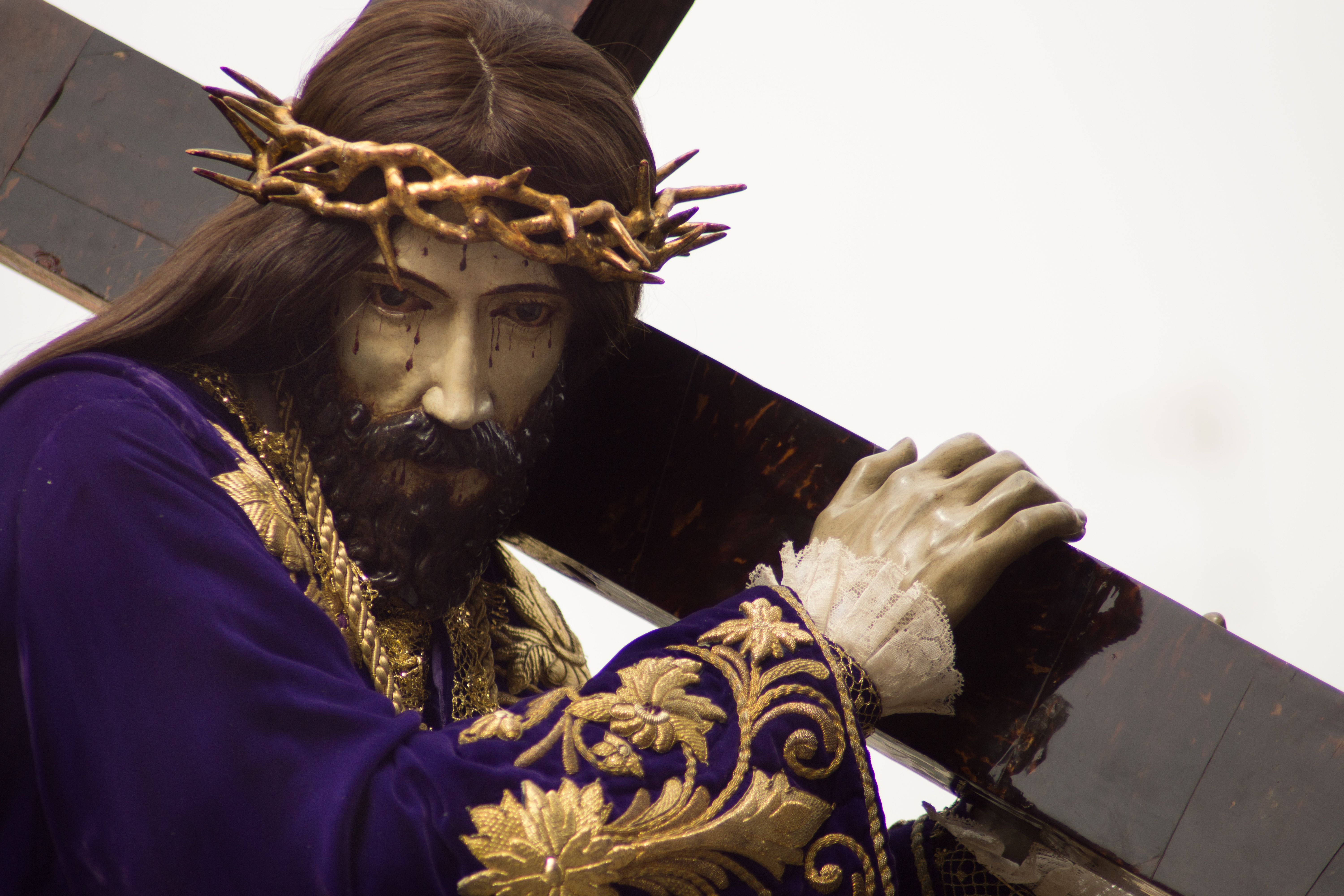
Detalle de Nuestro Padre Jesús Nazareno, titular de la Cofradía.

- La Caída. Francisco Salzillo, 1752. El paso más antiguo de Salzillo con el que cuenta la Cofradía. El trono es de autor desconocido, realizado en el siglo XIX.Detalle de Nuestro Padre Jesús Nazareno, titular de la Cofradía.
- Nuestro Padre Jesús Nazareno. Traído desde Italia por el padre Butrón, adaptado para ser procesionado por el escultor Juan de Aguilera y el pintor Melchor de Medina en 1601. Titular de la Cofradía e imagen más antigua que procesiona. El trono (del maestro Policarpo Martín del siglo XIX, con tarima inferior de 1968) luce cinco ángeles de Francisco Romero Zafra (2011-2013) en cada uno de los ángulos del paso y sosteniendo la cruz del Nazareno, disponiendo la Cofradía de varias cruces, siendo la más valiosa la realizada en México en 1800 en carey con cantoneras de plata e incrustaciones de nácar que representan los atributos de la pasión. También posee numerosas túnicas, algunas de gran valor artístico, como las llamadas del "Primer Centenario" y del "Bailío", ambas del siglo XVIII.
- San Juan Evangelista. Francisco Salzillo, 1755. Una de las obras señeras del autor, que sustituyó otro San Juan de vestir realizado por él mismo en 1748. Va sobre un trono de estilo Luis XV realizado en el siglo XIX.
- Santísima Virgen de los Dolores Coronada. Francisco Salzillo, 1756. Fue la primera virgen de las procesiones de la ciudad coronada canónicamente en 2006. El grupo escultórico se completa con cuatro ángeles del mismo Salzillo que acompañan a la imagen. La Dolorosa cuenta con diversos y ricos mantos, entre los que se encuentra la túnica "rosa antigua", una pieza datada en la época de Salzillo, considerándose que está diseñada por el genial artista, tanto en sus patrones como en sus motivos florales. También destaca el manto de terciopelo y plata, regalo de sus entonces camareros, familia De la Cierva, obra del bordador sevillano Eduardo Gutiérrez Rodríguez, de 1927, o el de la Coronación, de espolines de seda y plata. Su trono es obra de Antonio López Chacón, de 1865 en estilo rococó.

Cierra el cortejo procesional un piquete de paracaidistas de la BRIPAC de Javalí Nuevo, siendo la única procesión en la ciudad con cierre militar.

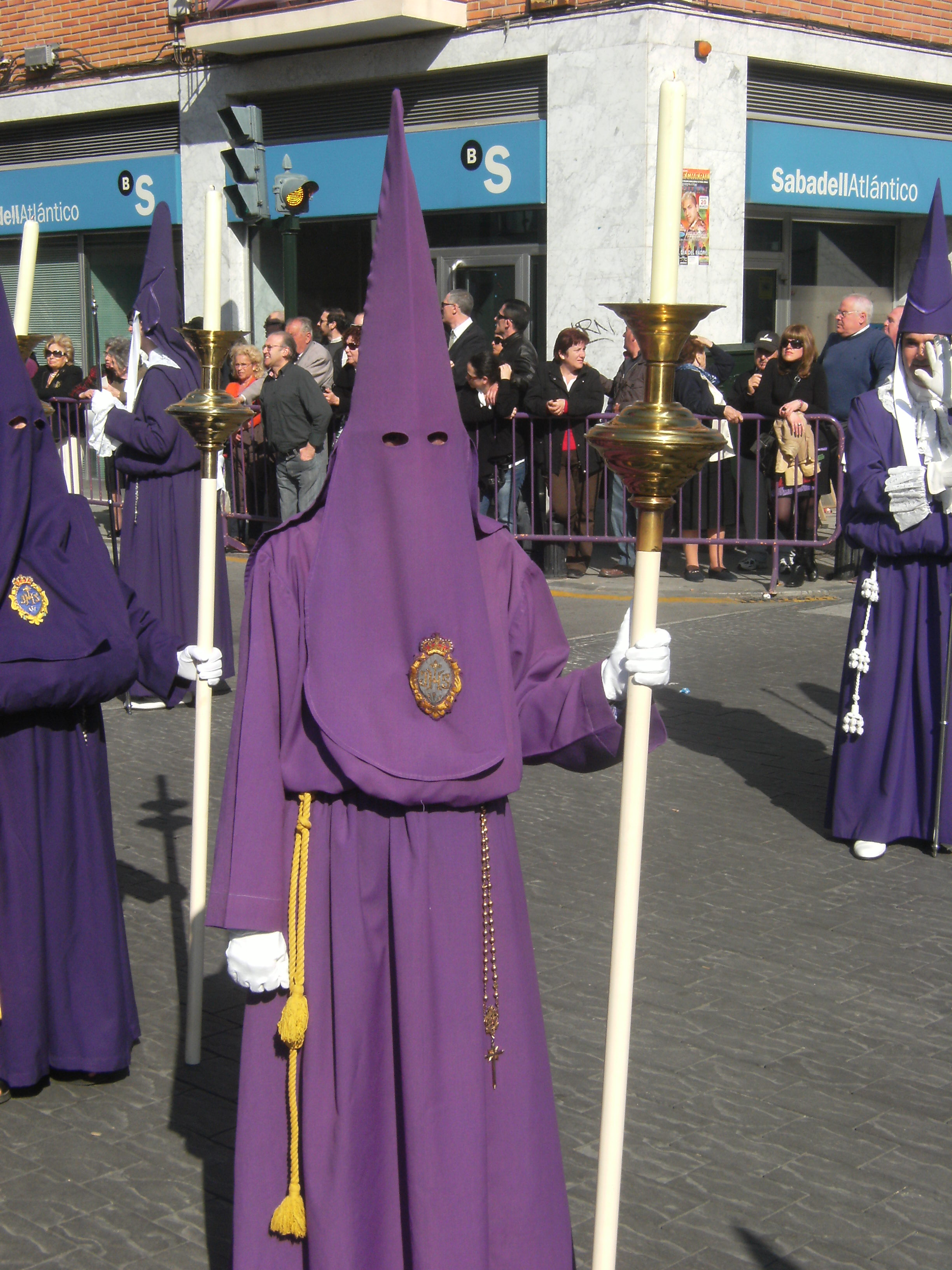
Nazareno penitente de la Hermandad de la Dolorosa, única hermandad cuyos nazarenos portan cirios.

## Vestimenta
Túnica de tergal morada, con el escudo de la cofradía en el antifaz, cíngulo dorado y guantes blancos. Sus cerca de 2.000 nazarenos penitentes llevan cruces a cuestas a excepción de los nazarenos de la Hermandad de la Dolorosa, que portan cirios.
Algo único en la Semana Santa de Murcia es que los estantes de Nuestro Padre Jesús Nazareno no llevan la indumentaria típica del estante sino la de mayordomo (aunque su indumentaria tampoco es exactamente la de los mayordomos ya que desfilan sin puntillas de encaje en cuello y bocamangas), además no entregan caramelos ni ningún presente al público. Tanto los estantes del paso como los penitentes y mayordomos de toda la Hermandad caminan descalzos en todo el recorrido procesional.

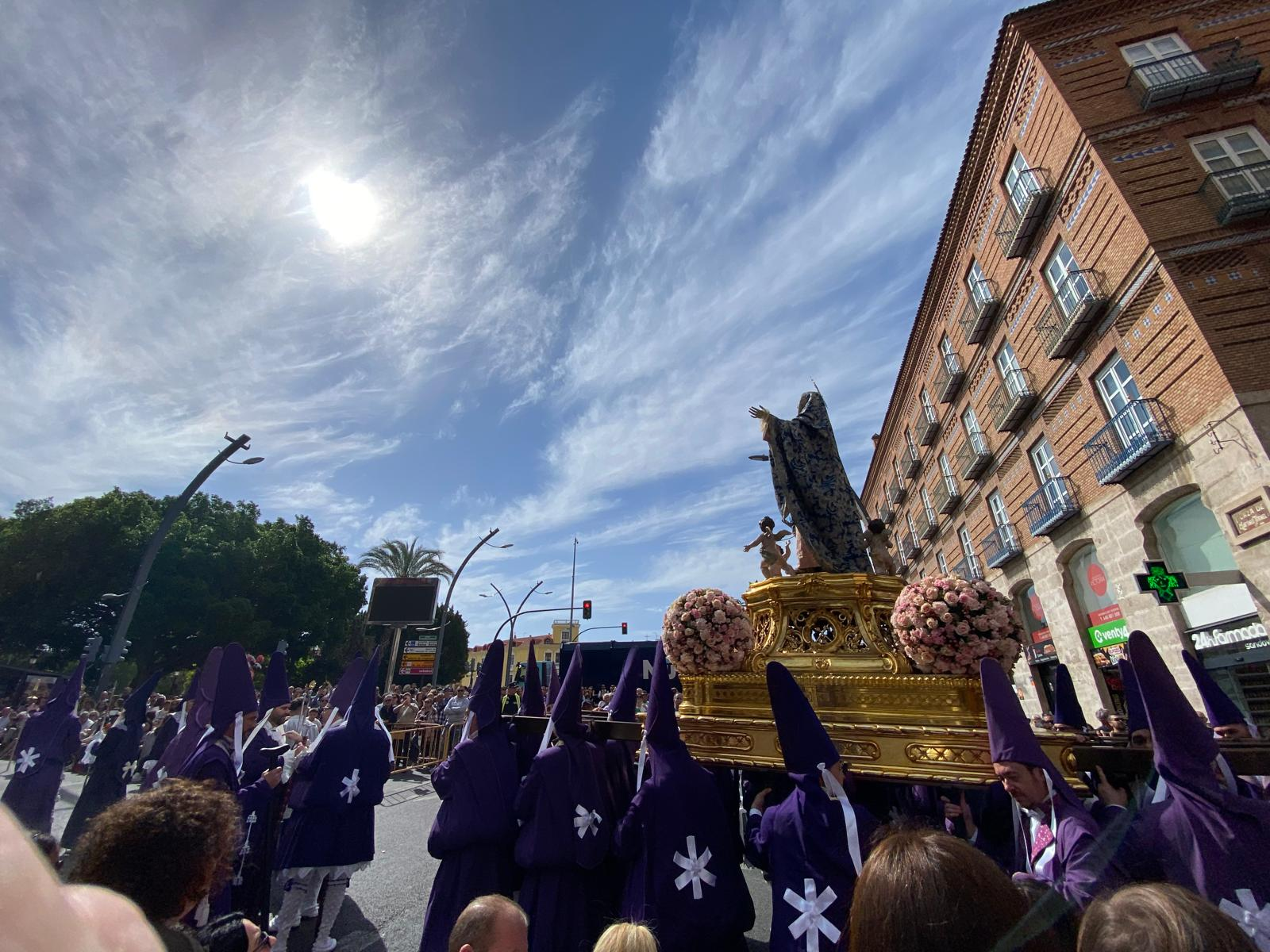
La Dolorosa, a su paso por la plaza Martínez Tornel.

## Música
Desde tiempo inmemorial, la cofradía cuenta con el acompañamiento musical de la denominada burla, constituyendo uno de los símbolos por antonomasia de la Semana Santa murciana. La procesión dispone de cuatro grupos con tambores y carros-bocinas, situados tras la Hermandad de Promesas y los pasos de El Prendimiento, Loz Azotes y La Caída.
También cuenta con composiciones propias para bandas de música, como Himno a la Dolorosa de Jesús, de Abel Moreno (2006), El Ángel de La Oración, de José Vicente Vivo (2017) o Jesús, El Nazareno, de Mariano López Quereda (2025).

## Itinerario
Plaza San Agustín, Arrixaca, Sagasta, Pilar, San Julián, San Pedro, Plaza de San Pedro, Jara Carrillo, Glorieta, Arenal, Plaza del Cardenal Belluga, Escultor Salzillo, Plaza Hernández Amores, Trapería, Plaza de Santo Domingo, Besabé, Echegaray, Plaza Romea, Fernández Ardavín, Santa Gertrudis, Calderón de la Barca, Plaza de San Bartolomé, Santa Catalina, Pl Santa Catalina, Plaza de las Flores, Jiménez Baeza, San Nicolás, Santa Teresa, Mariano Girada, Plaza Agustinas, Agustinas, Santa Cecilia, Plaza de San Agustín.
De la procesión destaca la salida de la misma con los primeros rayos del sol, o ya avanzado el día verla pasar por la barroca Plaza Belluga o con las primeras horas de la tarde por la Plaza de las Flores y la estrecha Calle San Nicolás de recogida.